# Roland Crandall
Roland Crandall (* 29. August 1892 in New Canaan, Connecticut; † 14. August 1972 in Greenwich, Connecticut) war ein US-amerikanischer Zeichner von Zeichentrickfilmen. Sein bekanntestes Werk ist der Betty-Boop-Film Schneewittchen (1933).

## Leben
Crandalls außergewöhnliche zeichnerische Begabung fiel früh auf. Er besuchte die Yale School of Art und wurde einer der Trickfilmzeichner, die Produzent John Randolph Bray um sich scharte. Er war einer der ersten Angestellten der Fleischer Studios, wo er in den 1920er Jahren an den Filmen um Koko der Clown arbeitete.
Die Betty-Boop-Version von Schneewittchen (1933) durfte Crandall fast vollständig alleine animieren, seine Produzenten Dave und Max Fleischer wollten das als Auszeichnung für seine langen und treuen Dienste verstanden wissen. Der Film wurde von der Library of Congress für kulturell bedeutend erklärt und ins National Film Registry aufgenommen. 1994 wurde er von Zeichentrickfilmern auf Platz 19 der 50 besten Zeichentrickfilme aller Zeiten gewählt.
Heute sind noch 46 Filme bekannt, an denen Crandall mitarbeitete. Er begann 1920 bei J.R. Bray Studios, wo er die Fleischer-Brüder kennenlernte, denen er 1921 zu Fleischer Studios folgte. Hier arbeitete er vor allem an den Serien um Popeye dem Seemann und Betty Boop. Crandall war 1939 einer der zwölf Regisseure von Gulliver's Travels, einem Prestigeprojekt von Fleischer Studios, dem ersten abendfüllenden amerikanischen Zeichentrickfilm, der nicht von Walt Disney produziert wurde.
Crandall zog sich 1941 aus dem Filmgeschäft zurück, als Paramount die Fleischer Studios schloss. Er zog nach Bridgeport, Connecticut, wo er als Illustrator und Werbezeichner arbeitete.

## Filmografie (Auswahl)

### Betty Boop-Filme
- 1932: Stopping the Show
- 1932: Betty Boop for President
- 1933: Schneewittchen (Snow-White)
- 1933: Mother Goose Land
- 1934: She Wronged Him Right
- 1934: Ha! Ha! Ha!
- 1934: Betty in Blunderland
- 1934: Poor Cinderella
- 1938: Thrills and Chills
- 1939: So Does an Automobile

### Popeye der Seemann-Filme
- 1933: Popeye the Sailor
- 1933: I Eats My Spinach
- 1933: Seasin's Greetinks!
- 1934: Sock-a-Bye, Baby
- 1934: Strong to the Finich
- 1934: Axe Me Another
- 1934: A Dream Walking
- 1935: The 'Hyp-Nut-Tist'
- 1935: For Better or Worser
- 1935: Adventures of Popeye
- 1935: The Spinach Overture
- 1936: Vim, Vigor and Vitaliky
- 1936: A Clean Shaven Man
- 1936: Brotherly Love
- 1936: Bridge Ahoy!
- 1936: What -- No Spinach?
- 1936: Never Kick a Woman
- 1940: Shakespearian Spinach

### Sonstige Filme
- 1939: Gullivers Reisen (Gulliver’s Travels)